# Ange N'Guessan
Koko Ange Mariette Christelle N'Guessan (nascut el 18 de novembre de 1990) és una futbolista professional ivoriana que juga al club de Primera Divisió UDG Tenerife. Va formar part de la selecció de Costa d'Ivori per a la Copa del Món Femenina de la FIFA 2015.
N'Guessan va començar a ser coneguda quan va marcar contra Noruega en la derrota per 3-1 a la Copa del Món. Es va unir al club lituà Gintra Universitetas per a la fase de classificació de la UEFA Women's Champions League 2015-16, després va acabar la temporada a Xipre amb l'Anorthosis Famagusta, marcant 17 gols en 13 partits de lliga. Va fitxar pel FC Barcelona l'agost de 2016. Des del 2017 juga amb el Tenerife.